# Bilston

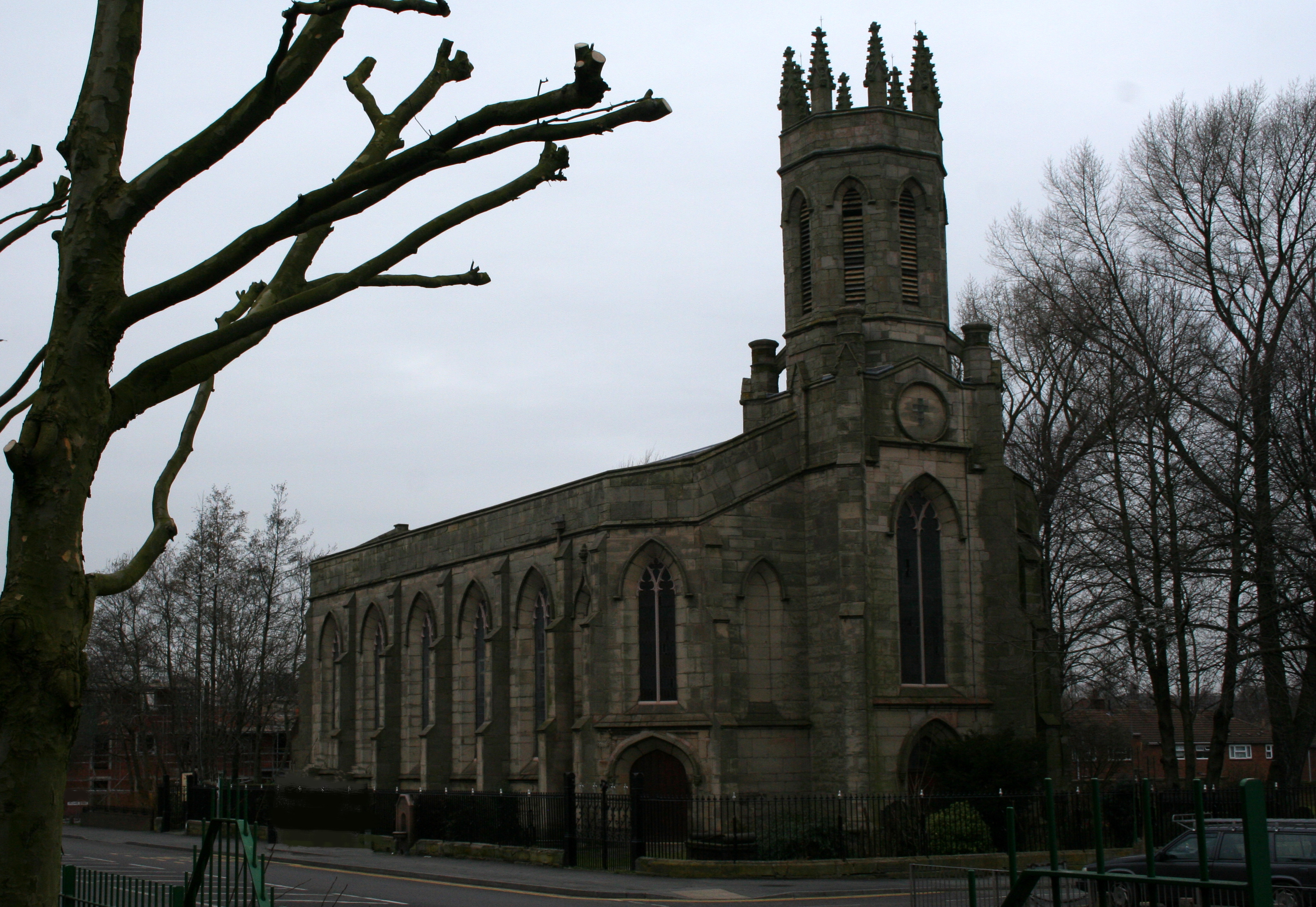
L'église de Bilston.

Bilston est une ville des Midlands de l'Ouest, en Angleterre. Elle est située au sud-est de Wolverhampton.

## Personnalité
- Thomas Bonehill (1796-1856), mécanicien, ingénieur et maître de forges dans la région de Charleroi (Belgique), né à Bilston.
- William-Harold Dudley (1890-1949), peintre, y est né.